# Java 2D
Java 2D ist eine Klassenbibliothek und Programmierschnittstelle für die Umsetzung portabler zweidimensionaler Grafiken in Java. Mit ihr können Bilder und Texte gerendert werden. Dabei stehen viele Grundelemente, wie Farbpaletten oder geometrische Grundformen zur Verfügung. Java 2D ist eine Erweiterung des Abstract Window Toolkits der Java Foundation Classes und somit Bestandteil der Java Platform, Standard Edition.

## Bestandteile
Die API von Java-2D gliedert sich in folgende Bereiche:
- Geometrische Formen wie Linien, Ellipsen und Vierecke im Package java.awt.geom
- Repräsentation und Informationen zu Schriftarten im Package java.awt.font
- Repräsentation und Veränderung von Farben in verschiedenen Repräsentationen im Package java.awt.color
- Repräsentation und Veränderung von Bildern im Package java.awt.image
- Unterstützung für Druckfunktionen in Java im Package java.awt.print

Die Umsetzung der Zeichenoperationen selbst erfolgt üblicherweise basierend auf plattformabhängiger Hardwarebeschleunigung – beispielsweise mittels Direct Graphics Access oder DirectX – durch von außen nicht erreichbaren Code des Java Runtime Environments.